# Saint-Sauvier
Saint-Sauvier é uma comuna francesa na região administrativa de Auvérnia-Ródano-Alpes, no departamento Allier. Estende-se por uma área de 31,42 km². Em 2010 a comuna tinha 344 habitantes (densidade: 10,9 hab./km²).